# Minversheim
Minversheim ist eine französische Gemeinde mit 684 Einwohnern (Stand 1. Januar 2021) im Département Bas-Rhin in der Region Grand Est (bis 2015 Elsass). Sie ist Mitglied der Communauté de communes du Pays de la Zorn. Am 1. Januar 2015 wechselte die Gemeinde vom Arrondissement Strasbourg-Campagne zum Arrondissement Saverne. Früher gehörte Minversheim zu den deutschen Reichsdörfern.

## Geschichte
Schon im Jahr 711 erhielt das Kloster Weißenburg hier Besitz geschenkt, und es folgten weitere Schenkungen in den Jahren 731, 742, 744, 764 und vor 985. Während die ersten fünf Schenkungen im "Liber Donationum" verzeichnet sind, steht die sechste und wahrscheinlich letzte Schenkung im "Liber Possessionum", das 985 entstand (Regnum Francorum online TradWiz 169,187,052,188,118 und LP 311). Urkundlich belegt ist noch die Belehnung eines Grafen durch König Sig(is)mund mit dem Dorf Minversheim im Jahr 1421, abgedruckt in den "Regesta Imperii" (RI XI,1,4536). Im Hochmittelalter gehörte Minversheim zu den elsässischen Reichsdörfern und war mit dem gesamten Elsass von 1871 bis 1918 und von 1940 bis 1945 Teil des Deutschen Reichs.

## Etschhausen
Im Grenzbereich zwischen Minversheim und Schwindratzheim liegt das Dorf „Etschhausen“, das 1,3 km südlich von der Hauptsiedlung liegt. Etschhausen ist in die Ortsteile „Etschhauser Weg“ (Chemin d'Etschhausen), „Etschhauser Feld“ (Champ d'Etschhausen) und „Etschhauser Pfad“ (Sentier d'Etschhausen) aufgeteilt.

## Sehenswürdigkeiten
- Kapelle Saint Nicolas in Etschhausen aus dem Jahr 1763
- klassizistische Kirche Saint-Hilaire aus dem Jahr 1765, renoviert im 19. Jahrhundert
- Synagoge aus dem Jahr 1828

## Bevölkerungsentwicklung

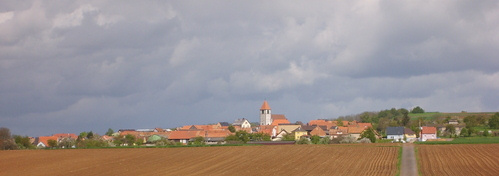
Minversheim

| Jahr      | 1962 | 1968 | 1975 | 1982 | 1990 | 1999 | 2005 | 2012 | 2014 |
| Einwohner | 545  | 539  | 541  | 501  | 485  | 510  | 635  | 680  | 676  |